# Perverz
PerVerZ (* 27. April 1987 in Nürnberg) ist ein deutscher Rapper aus dem Hirntot-Records-Umfeld. Er war bis Ende 2005 unter dem Künstlernamen Pervers aktiv. Er ist außerdem Betreiber des Independent-Labels 23Klikk. Sein Erkennungszeichen ist eine Sturmmaske in entweder schwarz oder mit Camouflage-Muster.

## Leben
Perverz begann 2004 zu rappen und nannte sich zunächst Pervers. Er veröffentlichte 2005 verschiedene Eigenproduktionen als Download und Kassette über das von ihm gegründete Label On(e)line Records und wurde anschließend von Hirntot Records unter Vertrag genommen. Dort beteiligte er sich zunächst an der EP Süsses, sonst Stich, die 2011 vom Amtsgericht Tiergarten bundesweit beschlagnahmt wurde. Des Weiteren erschien ein Doppelalbum in limitierter Auflage mit seinen älteren Veröffentlichungen. Anschließend übernahm er den Künstlernamen Perverz. Sein eigentliches Debütalbum Keina kann helfen erschien 2006. 2007 war Perverz im Vorprogramm von Kaisa zu sehen.
Nach mehreren Alben für Hirntot Records gründete er zusammen mit dem aus Halle an der Saale stammenden Produzenten und Designer Voodoo (auch VooDoo Beatz) die Formation 23Klikk, die gleichzeitig auch als Label fungiert. Er ist außerdem Mitglied der Rapcrew KMR beziehungsweise Krank macht Reich, die aus Süddeutschland stammt.
2013 erschien ein Album in Zusammenarbeit mit der US-amerikanischen Hip-Hop-Gruppe Manson Family.
2016 wurden der 23Klikk-Shop und das PVZ Forum abgeschaltet.
Im Juli 2018 erschien das Kollaboalbum Hirntot Originals zusammen mit Blokkmonsta, mit dem Perverz erstmals die deutschen Charts erreichen konnte und Platz 30 belegte.
Am 19. Februar 2021 veröffentlichte Perverz das Album Mein Kopf zerplatzt 3, in dem es lyrisch vor allem um Depressionen, Suizid und Drogenprobleme handelt.

## Diskografie

### Studioalben
- 2005: Epikk Zzentrum (MC, On(e)line Records, als Pervers)
- 2006: Keina kann helfen (Hirntot Records)
- 2006: Das Mixtape (Hirntot Records)
- 2007: Mein Kopf zerplatzt (Hirntot Records)
- 2010: Delirium – Das Mixtape Vol. 2 (Hirntot Records)
- 2011: Exhumierung – Das Mixtape Vol. 3 (23Klikk)
- 2011: Gegen das Gesetz! (Hirntot Records)
- 2012: Weiter gegen das Gesetz (23Klikk)
- 2013: Das Mixtape Vol. 4 (Untergrund Lieferung)
- 2013: Mein Kopf zerplatzt 2 (Hirntot Records)
- 2021: Mein Kopf zerplatzt 3 (Hirntot Records)
- 2022: Perverz (Bonus EP zum 'Kult' Album enthalten in der Perverz Box) (Hirntot Records)
- 2024: Letzter Wille (Hirntot Records)
- 2024: Memento (Bonus CD im 'Letzter Wille - Memento' Bundle) (Hirntot Records)
- 2024: Hexenhamma (23 Klikk)

### EPs/Singles
- 2005: Spiel auf Zeit (Online-EP, On(e)line Records, als Pervers)
- 2005: Die EP (Online-EP, On(e)line Records, als Pervers)
- 2012: Sie bleibt alleine (23Klikk)
- 2013: Scheiss auf dich (ManoBass feat: Perverz; 23Klikk)

### Kompilationen
- 2006: Doppelalbum (Hirntot Records)
- 2010: Jahre des Schreckens (Downloadalbum)
- 2012: Vergangene Tragödien 2004–2012 (23Klikk)

### Kollaboalben
- 2005: Süsses, sonst Stich (MCD mit Blokkmonsta und Uzi, Hirntot Records, bundesweit beschlagnahmt)
- 2008: 23 (zusammen mit Voodoo, Hirntot Records)
- 2007: Nichtz zu verschenken (zusammen mit Voodoo, Download-EP, On(e)line Records)
- 2009: Nichtz zu verschenken II  (zusammen mit Voodoo, Download-EP, On(e)line Records)
- 2010: Nichtz zu verschenken III (zusammen mit Voodoo, Download-EP, On(e)line Records)
- 2011: Nichtz zu verschenken IV – Evolution (zusammen mit Voodoo, Downloadalbum, 23Klikk)
- 2012: Winterdepression/Nichtz zu verschenken V – Revolution (2CD, zusammen mit Voodoo, 23Klikk)
- 2012: Fehler im System (mit Uzi, Hirntot Records)
- 2012: Asoziale kranke Jungs (mit Mano Bass, 23Klikk)
- 2013: Death 2 Pigs (mit Manson Family, 23Klikk)
- 2013: Nichtz zu verschenken 666 (zusammen mit Voodoo, Downloadalbum, 23Klikk)
- 2014: Nichtz zu verschenken 666 – CDR – Edition/Hardcore – Edition (zusammen mit Voodoo, 23Klikk)
- 2014: Asoziale kranke Jungs 2 (mit Mano Bass, 23Klikk)
- 2014: Nichtz zu verschenken 7 (zusammen mit TwOne & Voodoo, Downloadalbum, 23Klikk)
- 2015: Nichtz zu verschenken 8 (zusammen mit Voodoo, Dio Drama & TwOne, Downloadalbum, 23Klikk)
- 2018: Hirntot Originals (zusammen mit Blokkmonsta, HT108)
- 2022:  Kult  (zusammen mit Blokkmonsta & uzi, Hirntot Records)

### Mit KMR
- 2005: KMR Album #1 (Downloadalbum, KMR Entertainment)
- 2007: NRK Mixtape #1 (Downloadalbum, KMR Entertainment)
- 2012: Preload/Reloaded (23Klikk)
- 2012: Reload (23Klikk)